# Ariel McDonald
Ariel McDonald (ur. 5 stycznia 1972 w Harvey) – amerykański koszykarz, posiadający także słoweńskie obywatelstwo, reprezentacji tego kraju, występujący na pozycji rozgrywającego.
Obywatelstwo Słowenii przyjął w czerwcu 1997 po dwuletniej grze w tym kraju, przywdziewając barwy Olimpiji Ljubljana. Cztery lata później zagrał na EuroBaskecie w Turcji, reprezentując Słowenię w trzech spotkaniach.

## Czas studiów
Uczył się w liceum w Homewood-Flossmoor nieopodal Chicago. W licealnej lidze koszykówki rzucał średnio 24 punkty na 63% skuteczności, miał także 10 asyst na mecz. Dwa lata po rozpoczęciu nauki jego rodzina zdecydowała się przeprowadzić do Raleigh w Północnej Karolinie.
W 1989 roku Ariel wybrał się na studia na Uniwersytet Minnesoty. W college'u jednak na pierwszym roku nosił miano tzw. redshirta, który mógł trenować z zespołem, ale nie mógł być brany pod uwagę podczas meczów. W następnych czterech latach wszystko się jednak zmieniło i McDonald poprowadził swój zespół do wygranej w National Invitation Tournament w 1993 roku, co dało szansę gry w turnieju NCAA w 1994 roku. Drużyna z McDonaldem odpadła w drugiej fazie rozgrywek. Kilka miesięcy później McDonald był już w Europie.

## Kariera w Europie
McDonald swoją przygodę z europejską koszykówką rozpoczął w klubach w Belgii (Braine Castors) i Słowenii (Interier Krsko). W tym drugim klubie spotkał się z Tomo Mahoriciem, który odkrył jego talent.
Po grze w Kršku McDonald trafił do KK Olimpiji Ljubljana, otwierając tym samym swoją długą listę sukcesów. Dwa lata później odszedł do Maccabi Tel Awiw, gdzie przez trzy lata udało mu się m.in. wygrać rozgrywki Suproligi, zostając uznany MVP.
Potem grał w Grecji, Rosji i Hiszpanii. Od 2008 roku mu się nie wiedzie – najpierw wrócił do rosyjskiego Dynama Moskwa, gdzie rozegrał ledwie jedno spotkanie, a potem trafił do Montepaschi Siena, ale i we Włoszech nie zabawił zbyt długo. Obecnie, i to od dłuższego czasu, jest bez klubu.

## Reprezentacja
W barwach Słowenii zagrał kilkanaście spotkań, z czego trzy na EuroBaskecie, który był rozgrywany w Turcji 2001 roku. Słowenia trafiła do grupy B, gdzie za przeciwników miała gospodarzy, Hiszpanię i Łotwę. Nie wyszli jednak z grupy, mimo że z czteroosobowej grupy aż trzy z nich były premiowane awansem. Zdecydowała porażka po dogrywce w ostatnim meczu z Łotwą 93:99, w którym McDonald rzucił 18 pkt. Słoweńcy, mimo odpadnięcia z rywalizacji na tak wczesnym poziomie, byli obok Jugosławii jedyną reprezentacją, która w tych mistrzostwach pokonała gospodarzy. Ostatecznie Słowenia zajęła miejsca 13-16, a Turcja zdobyła srebrne medale.
McDonald w tych mistrzostwach rzucał średnio 11,7 punktu.

## Osiągnięcia
Na podstawie, o ile nie zaznaczono inaczej.
NCAA
- Mistrz turnieju NIT (1993)

Klubowe
- Mistrz:
  - Suproligi (2001)
  - EuroChallenge (2007)
  - Grecji (2003, 2004)
  - Włoch (2009)
  - Izraela (2000–2002)
  - Słowenii (1997–1999)
  - Katalonii (2006)
- Wicemistrz:
  - Euroligi (2000)
  - Pucharu ULEB (2008)
  - Rosji (2005)
- Zdobywca:
  - pucharu:
    - Grecji (2003)
    - Słowenii (1997–1999)
    - Izraela (2000–2002)
    - Włoch (2009)
- Final Four Euroligi (1997 – 3. miejsce, 2002)
- Uczestnik turnieju FIBA International Christmas Tournament (1998 – 4. miejsce)

Indywidualne
- MVP:
  - final four:
    - Suproligi (2001)
    - EuroChallenge (2007)

  - finałów mistrzostw Katalonii (2006)
  - ligi izraelskiej (2000)
  - kolejki ACB (34 – 2005/2006)
- Uczestnik meczu gwiazd ligi:
  - Eurochallenge (2007)
  - słoweńskiej (1996, 1999)
  - izraelskiej (2001)
- Zaliczony do:
  - I składu ligi izraelskiej (2000, 2001)
  - II składu Euroligi (2002)
- Lider w przechwytach Euroligi (1999)

Reprezentacja
- Uczestnik:
  - mistrzostw Europy (2001 – 15. miejsce)
  - eliminacji do Eurobasketu (2003 – 10. miejsce)